# Lillestrøm SK
Lillestrøm Sportsklubb – norweski klub piłkarski z miasta Lillestrøm w gminie Skedsmo, występujący obecnie w drugiej lidze norweskiej.

## Sukcesy
- Eliteserien
  - mistrzostwo (5): 1958/1959, 1976, 1977, 1986, 1989
  - wicemistrzostwo (8): 1959/1960, 1978, 1983, 1985, 1988, 1994, 1996, 2001
- Pucharu Norwegii
  - zwycięstwo (6): 1977, 1978, 1981, 1985, 2007, 2017
  - finał (8): 1953, 1955, 1958, 1980, 1986, 1992, 2005, 2023
- Royal League
  - finał (1): 2005/2006
- Puchar Intertoto UEFA
  - finał (1): 2006

## Europejskie puchary
Legenda do wszystkich tabel:
- Q – runda eliminacyjna, 1/16, 1/8, 1/4, 1/2 – odpowiednia faza rozgrywek, Grupa – runda grupowa, 1r gr – pierwsza runda grupowa, 2r gr – druga runda grupowa, F – finał, R – runda, PO – play-off
- k. – rzuty karne, los. – losowanie, Dogr. – dogrywka, w. – zasada bramek strzelonych na wyjeździe

| Sezon   | Rozgrywki                 | Runda   | Klub               | Dom | Wyjazd | Ogólnie    |
| ------- | ------------------------- | ------- | ------------------ | --- | ------ | ---------- |
| 1977/78 | Puchar Europy             | 1R      | AFC Ajax           | 2–0 | 0–4    | 2–4        |
| 1978/79 | Puchar Europy             | 1R      | Linfield           | 1–0 | 0–0    | 1–0        |
| 1978/79 | Puchar Europy             | 2R      | Austria Wiedeń     | 0–0 | 1–4    | 1–4        |
| 1979/80 | Puchar Zdobywców Pucharów | Q       | Rangers            | 0–2 | 0–1    | 0–3        |
| 1982/83 | Puchar Zdobywców Pucharów | 1R      | FK Crvena zvezda   | 0–4 | 0–3    | 0–7        |
| 1984/85 | Puchar UEFA               | 1R      | Lokomotive Lipsk   | 3–0 | 0–7    | 3–7        |
| 1986/87 | Puchar Zdobywców Pucharów | 1R      | SL Benfica         | 1–2 | 0–2    | 1–4        |
| 1987/88 | Puchar Europy             | 1R      | Linfield           | 1–1 | 4–2    | 5–3        |
| 1987/88 | Puchar Europy             | 2R      | Bordeaux           | 0–0 | 0–1    | 0–1        |
| 1989/90 | Puchar UEFA               | 1R      | Werder Brema       | 1–3 | 0–2    | 1–5        |
| 1990/91 | Puchar Europy             | 1R      | Club Brugge        | 1–1 | 0–2    | 1–3        |
| 1993/94 | Puchar Zdobywców Pucharów | Q       | Tallinna FC Nikol  | 4–1 | 4–0    | 8–1        |
| 1993/94 | Puchar Zdobywców Pucharów | 1R      | Torino FC          | 0–2 | 2–1    | 2–3        |
| 1994/95 | Puchar UEFA               | Q       | Szachtar Donieck   | 4–1 | 0–2    | 4–3        |
| 1994/95 | Puchar UEFA               | 1R      | Girondins Bordeaux | 0–2 | 1–3    | 1–5        |
| 1995/96 | Puchar UEFA               | Q       | Tallinna FC Flora  | 4–0 | 0–1    | 4–1        |
| 1995/96 | Puchar UEFA               | 1R      | Brøndby            | 0–0 | 0–3    | 0–3        |
| 1996    | Puchar Intertoto          | Grupa 5 | Kaunas             |     | 4–1    | 2. miejsce |
| 1996    | Puchar Intertoto          | Grupa 5 | Sligo Rovers       | 4–0 |        | 2. miejsce |
| 1996    | Puchar Intertoto          | Grupa 5 | Heerenveen         |     | 1–0    | 2. miejsce |
| 1996    | Puchar Intertoto          | Grupa 5 | FC Nantes          | 2–3 |        | 2. miejsce |
| 1997/98 | Puchar UEFA               | 2Q      | Dynama Mińsk       | 1–0 | 2–0    | 3–0        |
| 1997/98 | Puchar UEFA               | 1R      | FC Twente          | 2–1 | 0–1    | 2–2, w.    |
| 2000/01 | Puchar UEFA               | Q       | Glentoran          | 1–0 | 3–0    | 4–0        |
| 2000/01 | Puchar UEFA               | 1R      | Dinamo Moskwa      | 3–1 | 1–2    | 4–3        |
| 2000/01 | Puchar UEFA               | 2R      | Deportivo Alavés   | 1–3 | 2–2    | 3–5        |
| 2002/03 | Liga Mistrzów             | 2Q      | Željezničar        | 0–1 | 0–1    | 0–2        |
| 2006    | Puchar Intertoto          | 2R      | ÍBK Keflavík       | 4–1 | 2–2    | 6–3        |
| 2006    | Puchar Intertoto          | 3R      | Newcastle United   | 0–3 | 1–1    | 1–4        |
| 2007/08 | Puchar UEFA               | 1Q      | Käerjéng 97        | 2–1 | 0–1    | 2–2, w.    |
| 2008/09 | Puchar UEFA               | 2Q      | FC København       | 2–4 | 1–3    | 3–7        |
| 2018/19 | Liga Europy               | 2Q      | LASK Linz          | 1–2 | 0–4    | 1–6        |
| 2022/23 | Liga Konferencji Europy   | 2Q      | SJK                | 5–2 | 1–0    | 6–2        |
| 2022/23 | Liga Konferencji Europy   | 3Q      | Royal Antwerp      | 1–3 | 0–2    | 1–5        |

## Obecny skład
Stan na 22 września 2019
| Nr | Poz. | Piłkarz                                         |
| -- | ---- | ----------------------------------------------- |
| 1  | BR   | Marko Marić (wypożyczony z TSG 1899 Hoffenheim) |
| 2  | OB   | Mats Haakenstad                                 |
| 3  | OB   | Simen Kind Mikalsen                             |
| 4  | OB   | Tobias Salquist                                 |
| 5  | OB   | Simen Rafn                                      |
| 6  | OB   | Joonas Tamm (wypożyczony z Korony Kielce)       |
| 7  | PO   | Daniel Gustavsson                               |
| 8  | PO   | Ifeanyi Mathew                                  |
| 10 | NA   | Thomas Lehne Olsen                              |
| 13 | OB   | Frode Kippe (kapitan)                           |
| 14 | PO   | Fredrik Krogstad                                |

| Nr | Poz. | Piłkarz                         |
| -- | ---- | ------------------------------- |
| 15 | PO   | Erik Næsbak Brenden             |
| 17 | PO   | Kristoffer Ødemarksbakken       |
| 18 | NA   | Moses Ebiye                     |
| 19 | PO   | Sheriff Sinyan                  |
| 23 | PO   | Daniel Pedersen                 |
| 27 | OB   | Josef Baccay                    |
| 28 | PO   | Magnus Knudsen                  |
| 33 | PO   | Aleksander Melgalvis Andreassen |
| 40 | BR   | Mads Christiansen               |
| 42 | OB   | Philip Slørdahl                 |
| 88 | NA   | Arnór Smárason                  |